# Tipula (Lunatipula) calcarata
Tipula (Lunatipula) calcarata is een tweevleugelige uit de familie langpootmuggen (Tipulidae). De soort komt voor in het Nearctisch gebied.